# Wolanów (Mazovië)
Wolanów is een dorp in het Poolse woiwodschap Mazovië, in het district Radomski. De plaats maakt deel uit van de gemeente Wolanów.